# 科爾尼伊夫卡 (梅利托波爾區)
47°4′40″N 34°36′13″E / 47.07778°N 34.60361°E
科爾尼伊夫卡（烏克蘭語：Корніївка）是位於烏克蘭東南部的村莊，由扎波羅熱州梅利托波爾區的奇卡洛韋市鎮負責管轄。該村始建於1868年，面積5.9平方公里，海拔高度70米，2001年人口909，人口密度每平方公里153.4人。